# Dycladia felderorum
Dycladia felderorum là một loài bướm đêm thuộc phân họ Arctiinae, họ Erebidae.